# 小島啓民
小島 啓民（こじま ひろたみ、1964年3月3日 - ）は、日本の野球選手、野球指導者。第16回アジア大会日本代表チームなどの監督を務めた。

## 経歴
諫早高校では第61回全国高等学校野球選手権大会、第52回選抜高等学校野球大会に出場。2年春は一番・三塁手として、2回戦の対東海大三戦で決勝タイムリーを放つなどの活躍をしている。高校卒業後は早稲田大学に進み、2年時からレギュラーになった。
大学卒業後は社会人野球の三菱重工長崎に進み、1991年には四番打者として第62回都市対抗野球大会での準優勝に貢献。久慈賞を受賞し、同年は初の社会人ベストナインにも外野手として選ばれている。1992年はバルセロナオリンピック野球日本代表にも選ばれ、同五輪では8試合に全て指名打者として出場。計17打数4安打と打率は低かったが、予選の対スペイン戦と対ドミニカ戦では計7打点を挙げるなど、勝負強さを見せた。また、決勝トーナメントでは3試合全てに指名打者として先発出場している。
1995年には三菱重工長崎で選手兼任の監督となり、のち専任監督として2000年まで務めている。この間1999年には第70回都市対抗野球大会で準優勝を果たした。
監督引退後の2000年9月からJOC在外研修生としてサンディエゴ・パドレス傘下の1Aの球団に1年間帯同している。
帰国後は社内で太陽電池部門の立上げに携わり、その後2004年のハーレムベースボールウィークや2006年のアジア大会、2009年のIBAFワールドカップなどで社会人野球日本代表のコーチを務め、2010年の第16回アジア大会では監督としてチームを3位に導いた。また、NPO・ながさきベースボールアカデミーの代表も務めている。2011年9月にパナマで開催された第39回IBAFワールドカップで社会人野球日本代表監督となった。チームは2勝5敗で第1ラウンドで敗退した。続く2014年の第17回アジア大会はグループA首位で通過したが、準決勝で台湾に4対10で敗れ、3位決定戦で中国に10対0と勝利し、銅メダルの成績を残して監督を辞任した。
また、社業では2011年4月から人事交流で長崎県環境部のナガサキ・グリーンニューディール推進室に出向した。
2018年4月、新たに創部された北海道ガス硬式野球部の監督に就任。2020年3月末に退任した。
2021年現在はチョープロで新エネルギー事業開発部長を務める。